# Vilhelm Károly
Vilhelm Károly (Arad, 1943. június 21. – Pilisszántó, 2011. december 1.) aradi születésű magyar művészetkritikus, Munkácsy Mihály-díjas festőművész.

## Életútja
Középiskoláit Aradon végezte, majd a kolozsvári Ion Andreescu Képzőművészeti Főiskolán szerzett diplomát (1967). Tanárai közül nagy hatással volt rá Kádár Tibor, Abodi Nagy Béla és Aurel Ciupe. 1967–74 között a marosvásárhelyi Tanárképző Főiskola rajz- és művészettörténeti tanszékének tanára volt. 1974-ben áttelepedett Magyarországra, ettől kezdve Budapesten élt és alkotott. 1976–78 között Derkovits-ösztöndíjas, később tanulmányi úton tartózkodott Angliában, Franciaországban, Belgiumban, Hollandiában, Németországban, Ausztriában, Jugoszláviában. Alapító tagja a Magyar Művészeti Műhelynek és a Magyar Festők Társaságának.

## Munkássága
Még romániai évei idején, 1973-ban művészeti tárgyú cikkeket közölt A Hétben (Kádár Tiborról 1973. február 2., Barcsay Jenőről 1973. szeptember 14.), tanulmányt a bizánci művészet romániai emlékeiről (Művészet, 1975/11). A hazai sajtóban vitát kavaró könyve (Festett famennyezetek. Bukarest, 1974) is jelent meg. Festményeinek a népművészettel is rokon témáit keresve látogatta végig a mennyezet- és karzatfestményeikről is nevezetes erdélyi templomokat. Leírásai inkább egy festő impressziói és az ábrázolások kompozíciós megoldásait taglaló észrevételek. Képzeletét különösen a tancsi mennyezetfestmények ragadták meg, melyekről külön leírást is közzétett (Művészet, 1976/4). E szimbolikus motívumoktól távolodva az 1980-as évektől a kollázstechnika felé fordult, majd a nonfiguratív ábrázolás lehetőségei vonzották.

## Kiállításai
Festőként már 1964-ben egyéni kiállítása volt Kolozsváron (majd ugyanitt 1965-ben és 1968-ban), Csíkszeredában (1968), Segesváron és Marosvásárhelyen (1969), 1972-től több alkalommal is (1976, 1979, 1990, 1991, 1994, 1995 1997) Budapesten, 1976-ban és 1988-ban Debrecenben, 1988-ban Szegeden, 1999-ben Szolnokon. Csoportos kiállításokon vett részt többek között Antwerpenben (1990, 1995), Párizsban (1991), Londonban (1991, 1992), Wiesbadenben (1992), Kasselben (1993), Genfben (1999, 2001), Kölnben (2000).

## Művészpályáját bemutató albumok
- Egri Mária: Vilhelm Károly. Budapest, 1997. Paletta.
- Vilhelm Károly. Katalógus. Sasvári Edit tanulmányával. Budapest, 1999.
- Vilhelm Károly Egri Mária interjújával, Kürti Emese tanulmányával, Budapest,  2003.
- Kürti Emese: Figurativitás és absztrakció Vilhelm Károly festészetében. A Hét 2004/41.

## Díjak, elismerések
- Fiatal Művészek Díja (Bukarest, 1966);
- A Derkovits Gyula képzőművészeti ösztöndíj Nívódíja (1979);
- A Nemzetközi Portrébiennálé Díja (1987);
- Munkácsy Mihály-díj (1998);
- A 2000-ben rendezett Tájképfestészeti Biennálén az NKTM Díja;
- A Magyar Festők Társasága Díja (2002).